# Alessio File
Alessio File (in greco Ἀλέξιος Φιλῆς?; fl. XIII secolo) è stato un nobile e generale bizantino.
Era figlio di Teodoro File, governatore di Tessalonica e primo esponente di spicco della famiglia File. Alessio sposò Maria Paleologa Cantauzena, seconda figlia di Giovanni Cantacuzeno e Irene-Eulogia, sorella dell'imperatore Michele VIII Paleologo (r. 1259-1282). Nel 1259, l'imperatore bizantino nominò File grande domestico (comandante in capo dell'esercito) in successione ad Alessio Melisseno Strategopulo, che era stato promosso a Cesare dopo le sue vittorie contro il Despotato d'Epiro.
Nel 1262-1263, File fu inviato insieme al parakoimomenos Giovanni Macreno  in Morea, in una spedizione contro il Principato d'Acaia guidata dal sebastocratore Costantino Paleologo. Le forze bizantine furono sconfitte nella battaglia di Prinitza e, dopo la partenza del sebastocratore per Costantinopoli, File e Macreno furono lasciati al comando. Anche loro, però, furono sconfitti e catturati dagli Achei nella battaglia di Makryplagi. File morì in prigionia poco dopo.